# El Cid (torero)
Manuel Jesús Cid Salas (Salteras, Sevilla, 10 de marzo de 1974), conocido dentro del mundo de la tauromaquia como "El Cid", es un torero español que estuvo en activo entre 1999 y 2019, cuando anunció su despedida de los ruedos.
Durante su carrera, por su estilo y por su compromiso con la afición de Las Ventas, El Cid ha sido considerado como uno de los grandes "toreros de Madrid" del siglo XX; lo que supone el respeto y la admiración del público de esta plaza de toros.

## Biografía
Toma la alternativa en Las Ventas de Madrid, en la tarde del 23 de abril de 2000, con el toro "Gracioso" de la ganadería de José Vázquez, siendo ovacionado. El padrino es David Luguillano y el testigo, Finito de Córdoba. 
Se confirma en Bogotá, el 20 de febrero de 2005, con Enrique Ponce de padrino y Paco Perlaza de testigo. 
Las últimas temporadas ha tenido grandes éxitos en plazas de todo el mundo, consiguiendo salir cuatro veces por la Puerta del Príncipe de la Real Maestranza de Sevilla los días 27-3-2005; 7-4-2005; 23-9-2006 y 19-04-2007, así como dos veces por la Puerta Grande de la plaza de toros de Las Ventas en Madrid los días 3-6-2005 y 22-5-2006, y ha podido salir más veces de no ser por fallar con la espada. En 2008 ha sido el triunfador de la Feria de San Isidro. 
Ha realizado faenas memorables ante toros de diversas ganaderías, destacando en la lidia de las reses de la afamada ganadería de Victorino Martín, llegando a encerrarse con seis toros de la misma en la plaza de toros de Bilbao el 25 de agosto de 2007, con el resultado artístico de cuatro orejas que le valieron para salir a hombros por la Puerta Grande de esta plaza, algo que hacía más de seis años que no sucedía. Los Victorinos los torea como nadie.
Se le considera uno de los toreros más profundos y puros del momento, gracias a una gran técnica y un toreo al natural que le ha valido para apodar a su muñeca como zurda de oro. Falla con la espada.
Temporadas: en 2000 toreó en España 15 corridas; en 2001 toreó 15 corridas; en 2002 toreó 24; en 2003 toreó 33; en 2004 toreó 47; en 2005 toreó 59; en 2006 toreó 84; en 2007 toreó 87 (quedando 3º del escalafón). Sin duda unos de los mejores toreros de la historia.
Está casado con Mª Dolores Fernández y tiene dos hijos: Manuel(5-3-2005) y Rodrigo(11-11-2007).

## Novillero

### Temporada 1994
La carrera como novillero de Manuel Jesús "El Cid" da un salto después de su debut con caballos en la Plaza de toros de Salteras, su localidad natal. Esta efeméride, que tuvo lugar el 6 de febrero de 1994, se saldó a favor del torero con una lluvia de trofeos, consiguiendo hasta tres orejas y un rabo. El cartel de aquella tarde estaba rematado por los toreros Pedo Cid "El Paye", hermano de "El Cid", y el novillero Juan Pablo Llaguno "El Umbreteño", siendo los toros de la ganadería de Antonio Muñoz.

Tan solo unos meses después, el 2 de mayo de 1999 le llegó la oportunidad de debutar como torero del escalafón menor en la Real Maestranza de Sevilla. En esa ocasión el torero de Salteras, que abría cartel, se enfrentaba a un encierro de la ganadería de Torrestrella y le acompañaban en el cartel los novilleros Juan Contreras y Víctor Janeiro. "El Cid", en esta ocasión, consiguió cortar una oreja; y de ello dio cuenta el periodista Antonio Lorca en la crónica del periódico El País:
Había abierto plaza El Cid, que ha aprovechado su apellido para emular al Campeador. El Cid es un novillero alto, con experiencia y voluntad, pero su toreo peca de escasa personalidad. No entendió a su primero, que tuvo recorrido y nobleza, y lo toreó con rapidez y superficialidad. A pesar de ello, sus paisanos sevillanos de Salteras y un presidente sin criterio se unieron para que paseara una oreja barata. 

## Matador de toros

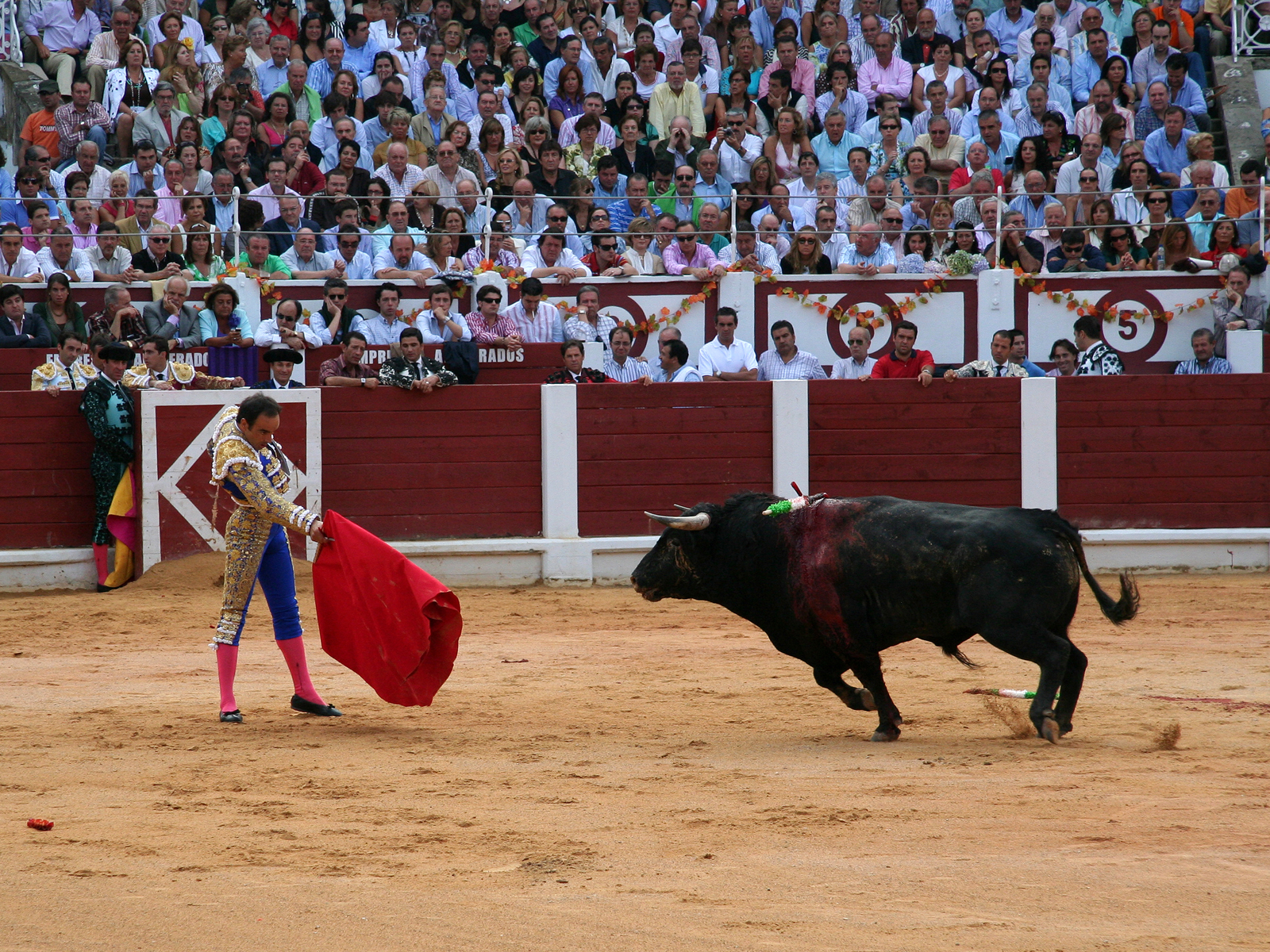
Manuel Jesús "El Cid"

### Temporada 2018
Al terminar la temporada, los medios se hacía eco de la decisión del torero de Salteras de cortarse la coleta y retirarse del mundo de los ruedos. Una noticia que coincidió con la despedida de Juan José Padilla y la inesperada retirada del extremeño Alejandro Talavante.

En una entrevista concedida al semanario Aplausos, Manuel Jesús El Cid expresaba los cauces por los que iba a discurrir su última temporada como matador de toros, la del año 2019, así como los motivos por los cuales decidía retirarse: 
Todo tiene un principio y un final. Había pensado llegar hasta 2020, cuando se cumplirán veinte años de mi alternativa, pero creo que lo más sensato es dejarlo cuando acabe el año próximo, en el que cumpliré, si no veinte años, sí veinte temporadas como matador de toros"
Sobre todo me gustaría decir adiós a todos los sitios donde he triunfado, a todos los lugares donde conservo muchos y buenos seguidores [...]. Eso incluye Sevilla, Madrid, Bilbao, Valencia… El objetivo es empezar en Castellón y hacer una temporada bonita e importante, incluyendo también Francia, cómo no, allí fui el primero en cortar después de 25 años un rabo en Bayona, pero en Dax también conservo recuerdos tremendos, como en Nimes y otros muchos sitios".

## Premios y distinciones
- VI Premio Taurino ABC, por la faena que realizó al toro Verbenero de la ganadería de Victoriano del Río el 4 de octubre de 2013 en Las Ventas.[6]
- Premio a la Mejor Faena de la Feria de Tudela de 2018[7]